# Mountville (Caroline du Sud)
Pour les articles homonymes, voir Mountville.
Mountville est une census-designated place située dans le comté de Laurens, dans l’État de Caroline du Sud, aux États-Unis. Lors du recensement de 2020, elle comptait 100 habitants.